# Courtenay (Dacota do Norte)
Courtenay é uma cidade localizada no estado norte-americano de Dacota do Norte, no Condado de Stutsman.

## Demografia
Segundo o censo norte-americano de 2000, a sua população era de 53 habitantes.
Em 2006, foi estimada uma população de 48, um decréscimo de 5 (-9.4%).

## Geografia
De acordo com o United States Census Bureau tem uma área de
1,1 km², dos quais 1,1 km² cobertos por terra e 0,0 km² cobertos por água. Courtenay localiza-se a aproximadamente 466 m acima do nível do mar.

## Localidades na vizinhança
O diagrama seguinte representa as localidades num raio de 28 km ao redor de Courtenay.